# Telmatobius punctatus
Telmatobius punctatus é uma espécie de anfíbio anuro da família Telmatobiidae. Está presente no Peru. A UICN classificou-a como em perigo de extinção.